# Festival de la fiction TV de La Rochelle 2008
La 10e édition du Festival de la fiction TV s'est déroulée à La Rochelle, du 17 au 21 septembre 2008.  

## Jury
Le jury était composé de :
- Serge Moati (président), réalisateur et producteur
- Anne Consigny, comédienne
- Stéphane Freiss, comédien
- Mélanie Maudran, comédienne
- Fatou N'Diaye, comédienne
- Christian Rauth, comédien, scénariste et réalisateur
- Carole Richert, comédienne
- Stéphane Zidi, compositeur
- Sophie Deschamps (responsable de la sélection), comédienne et scénariste

## En compétition
Les fictions suivantes étaient en compétition : 

### Téléfilms unitaires de prime time
- Aïcha (France 2), de Yamina Benguigui
- Almasty, la dernière expédition (Arte), de Jacques Mitsch
- L'Affaire Bruay-en-Artois (TF1), de Charlotte Brändström
- Françoise Dolto, le désir de vivre (TF1), de Serge Le Péron
- La mort n'oublie personne (France 2), de Laurent Heynemann
- Little Wenzhou (France 3), de Sarah Lévy
- Une enfance volée : L'Affaire Finaly (France 2), de Fabrice Genestal
- Une femme à abattre (Arte), d'Olivier Langlois
- Villa Marguerite (France 3), de Denis Malleval

### Mini-séries
- La Reine et le Cardinal (France 2), de Marc Rivière
- Sagan (France 2), de Diane Kurys
- Une lumière dans la nuit (France 2), d'Olivier Guignard

### Séries de prime time
- Clara Sheller (saison 2) (France 2)
- Les Bougon (M6)
- Nicolas le Floch (France 2)

### Séries de jeunesse
- Chante ! (France 2)
- Foudre (saison 2) (France 2)
- Heidi (France 2)

### Programmes courts
- Divan Divan (sans diffuseur), d'Adeline Blondieau
- La Minute kiosque (TSR)
- La Vie des animaux selon les hommes

### Hors compétition
- Hard (Canal +)

## Palmarès
Le jury a décerné les prix suivants : 

### Prix pour les œuvres en compétition
- Meilleur téléfilm unitaire de prime time : L'Affaire Bruay-en-Artois
- Meilleure série diffusée en prime time : Clara Sheller
- Meilleure mini-série : Une lumière dans la nuit
- Meilleure série de jeunesse : Foudre
- Meilleur programme court : La Vie des animaux selon les hommes
- Meilleure interprétation masculine : Tchéky Karyo et Bernard Le Coq pour L'Affaire Bruay-en-Artois
- Meilleure interprétation féminine : Sylvie Testud pour Sagan et Yolande Moreau pour Villa Marguerite
- Révélation : Julie Voisin pour Une lumière dans la nuit
- Meilleure réalisation : Marc Rivière pour La Reine et le Cardinal
- Meilleur scénario : Didier Lacoste et Pauline Rocafull pour Une femme à abattre
- Meilleure musique : Stéphane Moucha pour Nicolas Le Floch
- Prix de la contribution artistique : Les Bougon
- Prix de la découverte : Little Wenhzou
- Prix spécial du Jury : Aïcha
- Prix des collégiens de la Charente-Maritime : Une lumière dans la nuit
- Label de la région Poitou-Charentes : Une femme à abattre

### Autres prix décernés
- Meilleure fiction du Web (en partenariat avec Dailymotion) : La P'tite Couronne de Maxime Potherat.
- Meilleure fiction européenne (décerné par les journalistes d'Écran total, du Figaro, de Télépoche, de Télérama et du Monde)  : Let's go to the movies tomorrow (Pologne) de Michal Kwiecinski
- Prix du public de la meilleure série de l'année 2007/2008 (décerné par TV Hebdo) : Joséphine, ange gardien
- Prix du public du meilleur téléfilm de l'année 2007/2008 (décerné par TV Hebdo) : Chez Maupassant (France 2)
- Prix du public du meilleur comédien des palmarès du Festival (décerné par Télé 7 Jours) : Michel Serrault pour Monsieur Léon
- Prix du public de la meilleure comédienne des palmarès du Festival (décerné par Télé 7 Jours) : Isabelle Carré pour Maman est folle